# تریون
تریون (به انگلیسی: Therion) با عنوان قبلی مگاتریون (به انگلیسی: Megatherion) یک گروه موسیقی سمفونیک متال سوئدی است. این گروه نام خود را تحت تأثیر دومین آلبوم گروه هوی متال سوئیسی کلتیک فراست با نام To Mega Therion گرفته‌است که یک واژهٔ یونانی بوده (θηρίον) و در لاتین به معنی beast و در فارسی به معنی (حیوان وحشی) یا «دیو» گرفته‌است. تریون در آغاز به‌عنوان یک گروه دث متال کارشان را آغاز کردند اما بعداً به تنظیم‌های ارکسترال و استفادهٔ زیاد از گروه کُر و سازهای موسیقی کلاسیک روی آوردند، به شکلی که این عناصر بخش جدایی ناپذیر آثارشان شد. آن‌ها اولین گروه متالی هستند که با یک ارکستر کامل اجرای زنده برگزار کرده‌اند.
تم آثار تریون برآمده از اسطوره‌شناسی است و بر پایهٔ مضامینی هم‌چون اسرار عالم غیب، جادو و رسوم و نوشته‌های باستانی استوار است. از سال ۱۹۹۶ به این سو نویسندهٔ اصلی متن ترانه‌های گروه، توماس کارلسون غیب‌گو و نویسندهٔ سوئدی است. ترکیب نفرات تریون در مدت فعالیت‌اش بارها دست‌خوش تغییر شده‌است.

## اعضای فعلی گروه
- کریستوفر جانسون: گیتار الکتریک، کیبورد، تنظیم ارکسترال (۱۹۸۸ تاکنون)، آواز (۱۹۸۸ تا ۲۰۰۶)
- توماس ویکستروم: خوانندهٔ مرد (۲۰۰۹ تا کنون)
- نالّه «گریزلی» پولسون: گیتار بیس (۲۰۰۸ تا کنون، ضبط استودیویی از ۲۰۱۹)
- سامی کارپینن: درامز (۱۹۹۸–۲۰۰۳، ۲۰۱۷ تا کنون)
- کریستین ویدال: گیتار الکتریک (۲۰۱۰ تا کنون)
- لوری لوئیس: خوانندهٔ زن (۲۰۱۱ تا کنون، ضبط استودیویی از ۲۰۱۴)

## آلبوم‌ها

### استودیویی
| نام آلبوم                              | معنی نام                  | تاریخ پخش |
| ۱. ‏Of Darkness...‎                      | از تاریکی...              | ۱۹۹۱      |
| ۲. Beyond Sanctorum                    | فراتر از سانکتورم         | ۱۹۹۲      |
| ۳. Symphony Masses: Ho Drakon Ho Megas | مَس‌های سمفونی: اژدهای بزرگ | ۱۹۹۳      |
| ۴. Lepaca Kliffoth                     |                           | ۱۹۹۵      |
| ۵. Theli                               | تِلی                       | ۱۹۹۶      |
| ۶. A'arab Zaraq - Lucid Dreaming       | غراب تفرقه: رؤیای شفاف    | ۱۹۹۷      |
| ۷. Vovin                               | وُوین                      | ۱۹۹۸      |
| ۸. Crowning of Atlantis                | تاج‌گذاری آتلانتیس         | ۱۹۹۹      |
| ۹. Deggial                             | دجال                      | ۲۰۰۰      |
| ۱۰. Secret of the Runes                | راز الفبای رونی           | ۲۰۰۱      |
| ۱۱. Sirius B                           | سیریوس بی                 | ۲۰۰۴      |
| ۱۲. Lemuria                            | لِمیوریا                   | ۲۰۰۴      |
| ۱۳. Gothic Kabbalah                    | گوتیک کابالا              | ۲۰۰۷      |
| ۱۴. Sitra Ahra                         | سیترا آچرا                | ۲۰۱۰      |

### لایو
| نام آلبوم                 | معنی نام        | تاریخ پخش |
| ۱. Live in Midgård        | زنده در میدگارد | ۲۰۰۲      |
| ۲. Live Gothic            | گوتیک زنده      | ۲۰۰۸      |
| ۳. The Miskolc Experience | تجربهٔ میشکولس   | ۲۰۰۹      |

### تک‌آهنگ‌ها
| نام تک‌آهنگ                     | متعلق به آلبوم  | تاریخ پخش |
| ۱. «زیبایی در سیاهی»           | Lepaca Kliffoth | ۱۹۹۵      |
| ۲. «حوری جنگل‌ها»               | Theli           | ۱۹۹۶      |
| ۳. «چشم شیوا»                  | Vovin           | ۱۹۹۸      |
| ۴. «چوب‌دست آباریس»             | Gothic Kabbalah | ۲۰۰۶      |
| ۵. «چوب‌دست آباریس/مسیر آرکدیا» | Gothic Kabbalah | ۲۰۰۷      |